# Las Heras (Mendoza)

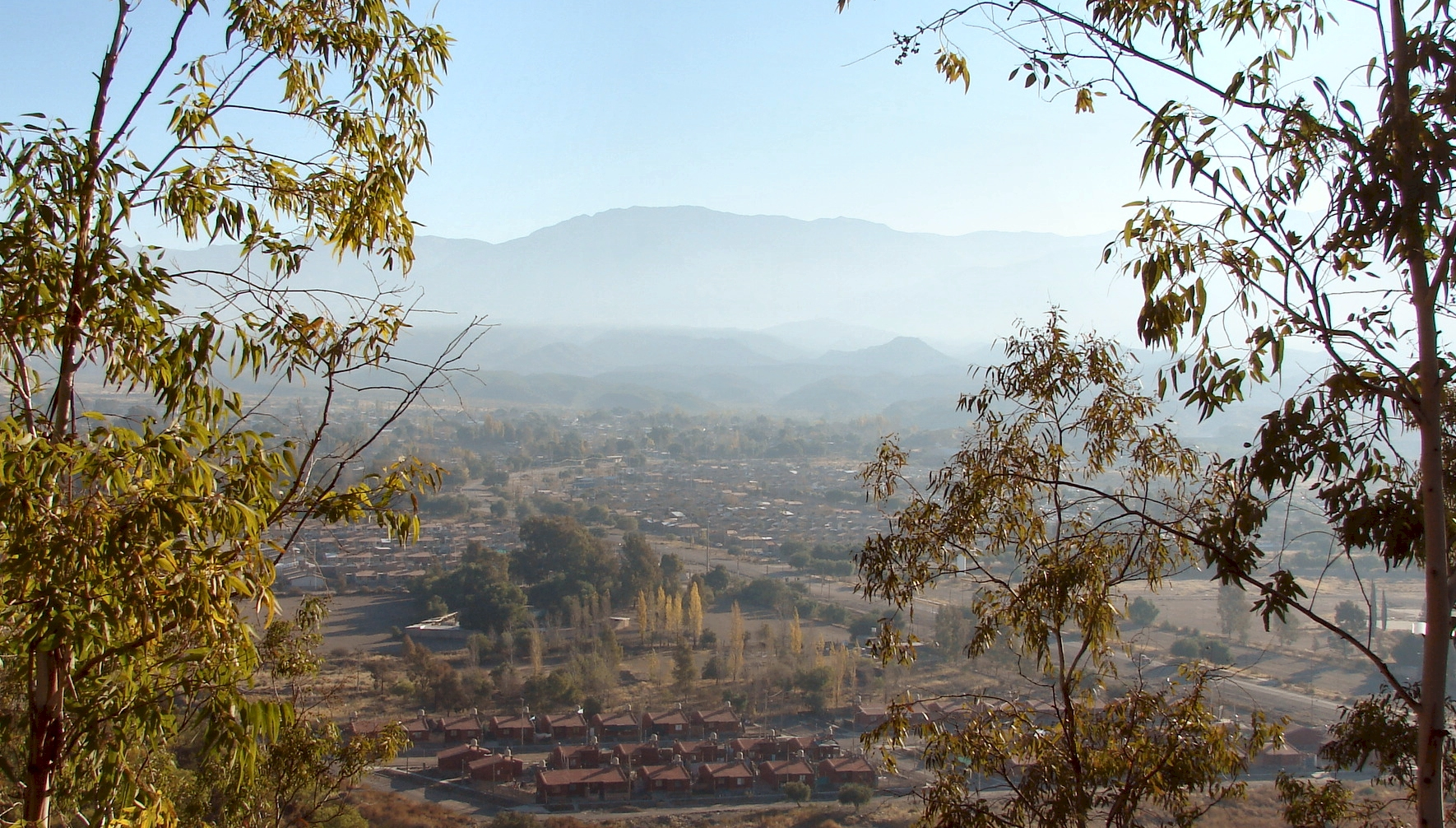
Departamento de Las Heras, Argentina

Las Heras é uma cidade da Argentina, localizada na província de Mendoza.